# Пиренейски договор
Пиренейският мирен договор (на френски: Traité des Pyrénées; на испански: Tratado de los Pirineos) слага край на продължилата 24 години Френско-испанска война от 1635 – 1659 г.
Наречен е така, защото е подписан на 7 ноември 1659 г. на Острова на фазаните на границата между Испания и Франция в най-западната част на Пиренеите от Луи XIV и Фелипе IV. В действителност е договорен между двамата първи министри кардинал Мазарини и дон Луис де Аро.

## Териториални клаузи
Испания е принудена да отстъпи на Франция редица територии: на север в Нидерландия – Артоа с големия град Арас, както и други градове с околностите им – Ла Кеноа, Гравлен, Мариенбург, Филипвил; на юг – областта Русийон (Росельон) с град Перпинян и свързаната с нея област Серданя, окупирани още от Ришельо през 1642. Основание за загубата на последните две области се намира в естествената граница, която представляват Пиренеите – в договора се казва, че „Пиренейската планина, която от древността е разделяла Галия от Испания, ще стане пак разделение между двете кралства“. Общите загуби на Испания възлизат на 9700 кв. километра, от които 5600 в Нидерландия и 4100 за Русийон. Политическото значение на договора има поне три измерения – той накърнява силно испанския престиж и символизира края на испанската хегемония в Европа; за пръв път външна сила отнема испански владения, с което се поставя началото на въпроса за Испанското наследство; той е началото на френския възход, характерен за остатъка на XVII век.

## Въпросът за брак между Луи ХІV и Мария Тереза
Член 33 от договора постановява: „Двамата крале се съгласиха от свое име на брак между Най-Християнския крал [Луи XIV] и Най-Светлата инфанта госпожица Мария-Тереза, най-възрастната дъщеря на Католическия крал“. Известно е, че френският пръв министър по това време кардинал Мазарини преследва тази клауза изключително упорито, защото по това време инфантата е прекият наследник на Фелипе IV. Тъй като няма изгледи той да се сдобие със син, се очаква тя и нейният съпруг да наследят испанските владения. Испанците са наясно с тази опасност и принуждават Мария-Тереза да се откаже от всичките си претенции към испанската корона, така че династичният елемент в брака да се обезсмисли. Мазарини обаче знае, че династичните основания си остават в сила въпреки всички договори и че с този брак създава основание за френски претенции към Испания. Пиренейският договор предвижда подписване на допълнителен брачен договор, който да уреди всички подробности. В него се предвижда испанците да платят зестра от 500 000 златни екю, която обаче така и никога не е платена. Този факт дава основание на Луи XIV да започне осем години по-късно Деволюционната война.